# Juan López (Leichtathlet)
Juan López, vollständiger Name Juan Jacinto López Testa, (* 14. Februar 1926 in Tacuarembó; † 3. August 1978 in Montevideo) war ein uruguayischer Leichtathlet.

## Karriere
López war in den Laufwettbewerben auf den Sprintstrecken aktiv. Er nahm 1943 an den Universitätsmeisterschaften teil. López, der ansonsten während seines gesamten Lebens in der norduruguayischen Stadt Tacuarembó lebte, schloss sich 1944 dem Club Estocolmo aus Montevideo an. Er gehörte dem uruguayischen Aufgebot bei den Olympischen Spielen 1948 in London an. Über 100 Meter erreichte er das Halbfinale. Auf der 200-Meter-Strecke und mit der 4-mal-100-Meter-Staffel schied er jeweils in den Vorläufen aus. López war in seiner Karriere auch Uruguayischer Meister im 100-Meter-Lauf. 1949 beendete er seine Karriere nach dem Torneo Sudamericano in Paraguay.

## Persönliche Bestleistungen
- 100 Meter: 10,4 Sekunden, 3. Juli 1948, Montevideo[3]
- 200 Meter: 21,9 Sekunden, 1948[2]